# Daïras de la wilaya de Biskra
La wilaya de Biskra  est composée de dix  daïras (circonscriptions administratives), chacune comprenant une ou plusieurs communes, au total vingt-sept communes.

1. Biskra
2. Djemorah
3. El Kantara
4. M'Chouneche
5. Sidi Okba
6. Zeribet El Oued
7. Ourlal
8. Tolga
9. Ouled Djellal
10. Sidi Khaled
11. Foughala
12. El Outaya

Daïras de la wilaya de Biskra
| Daïra           | Nombre de communes | Communes                                                   | Superficie (km²) | Population (hab.)(2008) |
| --------------- | ------------------ | ---------------------------------------------------------- | ---------------- | ----------------------- |
| Biskra          | 2                  | Biskra, El Hadjeb                                          | ...              | 215 734                 |
| Djemorah        | 2                  | Djemorah, Branis                                           | ...              | 16 847                  |
| El Kantara      | 2                  | El Kantara, Aïn Zaatout                                    | 410,17           | 15 108                  |
| M'Chouneche     | 1                  | M'chouneche                                                | 506,92           | 10 107                  |
| Sidi Okba       | 4                  | Sidi Okba, Chetma, El Haouch, Aïn Naga                     | ...              | 70 546                  |
| Zeribet El Oued | 4                  | Zeribet El Oued, El Mizaraa, El Feidh, Khenguet Sidi Nadji | ...              | 49 384                  |
| Ourlal          | 5                  | Ourlal, Lioua, Oumache, Mekhadma, M'Lili                   | 1 411,28         | 55 198                  |
| Tolga           | 4                  | Tolga, Bouchagroune, Bordj Ben Azzouz, Lichana             | ...              | ...                     |
| Foughala        | 2                  | Foughala, El Ghrous                                        | ...              | 28 896                  |
| El Outaya       | 1                  | El Outaya (Loutaya)                                        | 11 155           | 409,08                  |